# Duosperma kilimandscharicum
Duosperma kilimandscharicum là một loài thực vật có hoa trong họ Ô rô. Loài này được (C.B.Clarke) Dayton mô tả khoa học đầu tiên năm 1945.